# Arkel vasútállomás
Arkel vasútállomás Hollandiában, Giessenlanden községben, Arkel településen.

## Vasútvonalak
Az állomást az alábbi vasútvonalak érintik:
- Elst-Dordrecht-vasútvonal
- MerwedeLingelijn

## Kapcsolódó állomások
A vasútállomáshoz az alábbi állomások vannak a legközelebb:
- Gorinchem vasútállomás
- Leerdam vasútállomás